# The Blister Exists
«The Blister Exists» es una canción de la banda estadounidense de heavy metal, Slipknot. Fue elegido como último corte de difusión del tercer álbum de estudio Vol. 3: The Subliminal Verses.
Fue lanzado en formato de video, dirigido por M. Shawn Crahan. Al igual que el video musical de The Nameless, contiene recopilaciones de sus imágenes en directo de varios de sus conciertos.
Esta canción fue utilizada para abrir los conciertos de la gira de Subliminal Verses.

## Significado
“The Blister Exists” es una canción que trata de decirnos que lo que Slipknot cuenta en sus letras es algo real, demuestran al mundo que todo lo que cuentan es verdad y no mentira, es una manera de demostrar que las cosas que narran en sus canciones son reales. Y sobre lo que todos los seguidores del grupo sienten dentro.
Sobre que, todo lo que haya experimentado cualquier miembro del grupo, es real, incluso los momentos difíciles que han atravesado en sus vidas.
Por ejemplo en las frases: – “Chemical burns and the animalistic; I’m just another hardline pseudo-statistic (Quemaduras químicas y la animalista; Sólo soy otro intransigente pseudo-estadístico)”. “Blood on the paper and skin on my teeth; trying to commit to what’s beneath (Sangre en el papel y piel en mis dientes; intentando comprometerse con lo que está debajo de)”. “I am all but what am I? Another number that isn’t equal to any of you (Lo soy todo pero que soy? Otro número que no es igual a ninguno tuyo)”. “Can you feel this? (Puedes sentirlo)”.

## Listado de canciones
| CD Single |                                      |          |  |
| N.º       | Título                               | Duración |  |
| 1.        | «The Blister Exists» (Álbum Versión) | 05:19    |  |
| 2.        | «Scream» (Duo Shift Mix)             | 04:27    |  |